# Do Sang-woo
Do Sang-woo (hangul: 도상우, RR: Do Sang-u; Busan, 25 de diciembre de 1987) es un actor y modelo surcoreano.

## Biografía
El 5 de abril de 2016 inició su servicio militar obligatorio, el cual finalizó el 4 de enero de 2018.
En 2015 comenzó a salir con la actriz surcoreana Kim Yoon-seo, sin embargo en octubre de 2019 se anunció que la relación había terminado después de salir por cuatro años.

## Carrera
Es miembro de la agencia J,Wide-Company (제이와이드 컴퍼니). Previamente formó parte de la agencia Taxi Entertainment.
Antes de comenzar su carrera como actor fue modelo.
En 2011 apareció en la serie Cool Guys, Hot Ramen, como el amigo de Cha Chi-soo (Jung Il-woo).
En julio de 2014 se unió al elenco recurrente de la serie It's Okay, That's Love, donde dio vida a Choi-ho, el exnovio de Ji Hae-soo (Gong Hyo-jin).
En 2015 se unió al elenco principal de la serie My Daughter, Geum Sa-wol, donde interpretó a Joo Se-hoon, hasta el final de la serie en 2016.
En 2018 se unió al elenco recurrente de la serie The Smile Has Left Your Eyes, donde dio vida a Jang Woo-sang, el novio de Baek Seung-ah (Seo Eun-soo).
En diciembre de 2019 se unió al elenco principal de la serie Queen: Love and War (también conocida como "Selection: The War Between Women"), donde interpretó al Príncipe Lee Jae-hwa, un hombre que de repente pasa de vivir en la calle a ser el primero en la fila al trono, hasta el final de la serie en febrero de 2020.
En junio de 2020 se unió al elenco principal de la serie La novata de la calle (también conocida como "Backstreet Rookie") donde dio vida a Jo Seung-joon, el hijo de la tienda de conveniencia y actual director de "GS 25", la oficina central de una tienda de conveniencia, hasta el final de la serie en agosto del mismo año.

## Filmografía

### Series de televisión
| Año     | Título                          | Personaje              | Notas                           | Ref.          |
| ------- | ------------------------------- | ---------------------- | ------------------------------- | ------------- |
| 2011    | Cool Guys, Hot Ramen            | Amigo de Cha Chi-soo   |                                 |               |
| 2014    | KBS 드라마 스페셜 - "모퉁이"    | -                      |                                 |               |
| 2014    | It's Okay, That's Love          | Choi-ho                |                                 |               |
| 2014-15 | 4 Legendary Witches             | Ma Do-jin              |                                 | [ 15 ]        |
| 2015    | Hyde, Jekyll, Me                | Yoo Tae-joon           |                                 |               |
| 2015    | Ex-Girlfriend Club              | Jo-geon                |                                 | [ 16 ]        |
| 2015-16 | My Daughter, Geum Sa-wol        | Joo Se-hoon            | 51 episodios                    |               |
| 2018    | The Smile Has Left Your Eyes    | Jang Woo-sang          |                                 |               |
| 2019    | Understanding of Electric Shock | Jung Sung-wook         | Drama Special Season 10, un ep. |               |
| 2019-20 | Queen: Love and War             | Príncipe Lee Jae-hwa   | 16 episodios                    |               |
| 2020    | Convenience Store Saet Byul     | Jo Seung-joon          | 16 episodios                    | [ 17 ]        |
| 2021    | The Red Sleeve Cuff             | Príncipe Heredero Sado | Aparición especial, ep. 2       |               |
| 2021-22 | Only One Person                 | Cho Shi-young          |                                 | [ 18 ]        |
| 2022    | Alquimia de almas               | Seo Yoon-oh            |                                 | [ 19 ]        |
| 2023    | Oasis                           | Kim Hyung-joo          |                                 | [ 20 ]        |
| 2023    | Tu tiempo llama                 | Park Do-hyeon          |                                 | [ 21 ] [ 22 ] |
| 2025    | El sinuoso camino del derecho   | Choi Cheol-min         | Aparición especial, ep. 4       | [ 23 ] [ 24 ] |

### Programa de variedades
| Año        | Título                                                | Notas                            |
| ---------- | ----------------------------------------------------- | -------------------------------- |
| 2011       | Flower Boy Casting: Oh! Boy (꽃미남 캐스팅, 오! 보이) |                                  |
| 2014       | Style Log 4                                           | miembro                          |
| 2015       | Law of the Jungle: Hidden Kingdom Special             | (ep. 171-174) - miembro          |
| 2015, 2020 | Running Man                                           | (ep. 253, 507) - invitado        |
| 2016       | Happy Together                                        | (ep. 443) - invitado             |
| 2021       | King of Mask Singer                                   | (ep. 299) - concursó como "Grey" |

### Eventos
| Año  | Título                     | Notas            |
| ---- | -------------------------- | ---------------- |
| 2017 | Armed Forces Festival 2017 | (evento militar) |

### Aparición en videos musicales
| Año  | Intérprete(s) | Canción            | Notas |
| ---- | ------------- | ------------------ | ----- |
| 2012 | Lee Hyun      | "Because It's You" |       |
| 2014 | Jung Joon-il  | "Confession"       |       |
| 2015 | Davichi       | "Two Lovers"       |       |

## Premios y nominaciones
| Año  | Premios               | Categoría                                 | Trabajo                  | Resultado |
| ---- | --------------------- | ----------------------------------------- | ------------------------ | --------- |
| 2015 | 34th MBC Drama Award  | Best New Actor in a Special Project Drama | My Daughter, Geum Sa-wol | Nominado  |
| 2015 | 10th Asia Model Award | Fashionista Award                         | -                        | Ganó      |